# Steptoe and Son
Steptoe and Son är en populär brittisk komediserie av Ray Galton och Alan Simpson, som gick i perioder mellan 1962 och 1974. Fadern, Albert, spelades av Wilfrid Brambell och sonen Harold av Harry H. Corbett.
Serien sändes aldrig i svensk teve, men dess manus användes och omarbetades för Albert och Herbert (som är en slags försvenskad version av den engelska serien) och i viss utsträckning för avsnitt till den norske komikern  Rolv Wesenlunds serie Fleksnes fataliteter (svenske Bo Hermansson regisserade båda dessa succé-serier och producenterna hade hela tiden nära samarbete med manusförfattarna Galton och Simpson).
Nu finns hela serien på DVD-box, och radioversioner av programmen förekommer ofta på BBC:s hemsida.